# No World Order
Albums de TR-i (Todd Rundgren)
2nd Wind
(1991) The Individualist
(1995)
No World Order est un album de Todd Rundgren sorti en 1993.
Cet album, sorti sous le pseudonyme « TR-i » (« i » pour « interactive »), existe dans une version interactive, disponible en CD-i et pour PC/Mac. Cette version offre à l'auditeur la possibilité de créer les titres de son choix en réorganisant de brefs fragments musicaux. Une version non interactive de No World Order est également parue avec la séquence favorite de Rundgren.

## Titres
| 1.    | Worldwide Epiphany 1.0 | 1:19 |
| 2.    | No World Order 1.0     | 0:57 |
| 3.    | Worldwide Epiphany 1.1 | 1:21 |
| 4.    | Day Job 1.0            | 4:24 |
| 5.    | Property 1.0           | 4:30 |
| 6.    | Fascist Christ 1.0     | 5:35 |
| 7.    | Love Thing 1.0         | 3:44 |
| 8.    | Time Stood Still 1.0   | 1:41 |
| 9.    | Proactivity 1.0        | 2:55 |
| 10.   | No World Order 1.1     | 6:20 |
| 11.   | Worldwide Epiphany 1.2 | 4:23 |
| 12.   | Time Stood Still 1.1   | 0:38 |
| 13.   | Love Thing 1.1         | 1:36 |
| 14.   | Time Stood Still 1.2   | 2:33 |
| 15.   | Word Made Flesh 1.0    | 4:36 |
| 16.   | Fever Broke 1.0        | 6:31 |
| 53:14 |                        |      |